# A Practical Demonstration
A Practical Demonstration è un cortometraggio muto del 1914. Il nome del regista non viene riportato nei credit del film basato su un soggetto di Emmett C. Hall.

## Produzione
Il film fu prodotto dalla Lubin Manufacturing Company.

## Distribuzione
Distribuito dalla General Film Company, il film - un cortometraggio in una bobina - uscì nelle sale cinematografiche USA il 26 giugno 1914.